# Pau Robert i Rabadà
Pau Robert i Rabadà (Vila-rodona, 1873-1926), figura destacada en la seva població, propietari i republicà. Fou president de la Societat de Treballadors Agrícoles de Vila-rodona en diversos mandats, els quals estigueren marcats per l'interés i preocupació que mostrà per l'escola laica i agrícola de l'entitat. Impulsà la construcció del Sindicat Agrícola de Vila-rodona, obra de l'arquitecte Cèsar Martinell. Al llarg de la seva vida participà en nombroses organitzacions agràries, entre les quals destaca la Unió de Vinyaters, sindicat que es dedicava a defensar els interessos dels viticultors i a la presecució de les adulteracions de vi i a la venda il·legal. El 1921 va ser elegit diputat provincial i de la Mancomunitat de Catalunya per una coalició nacionalista i republicana.

## Biografia
- Santesmases i Ollé, Josep (2022) Pau Robert i Rabadà. Entre els moviments agraris i el republicanisme. (Cooperativistes Catalans, nº35), Valls: Cossetània. ISBN 9788413561615